# سیارک ۱۳۵۵۷
سیارک ۱۳۵۵۷ (به انگلیسی: 13557 Lievetruwant، نامگذاری:1992OB9) سیزده هزار و پانصد و پنجاه و هفتمین سیارک کشف شده‌است که در ۲۴ ژوئیه ۱۹۹۲ کشف شد.
قدر مطلق سیارک برابر ۳۵.۴ است.